# Maróti Egon
Maróti Egon (Budapest, 1927. november 17. – Szeged, 2012. április 22.) ókortörténész, klasszika-filológus, a 20. századi hazai és nemzetközi ókortudomány kiemelkedő kutatója. Sportoló és aforizmaszerző is volt.

## Élete
Budapesten született és itt végezte iskoláit. 1946-50 között a Pázmány Péter Tudományegyetemen szerzett diplomát, majd ugyanitt aspiráns volt 1952-54 között.
Több tanulmányutat tett (Berlin-Lipcse 1959, Róma 1960, Prága 1968, Bécs 1978, 1983, Köln 1992.)
1950-59 között az ELTE Latin Filológiai Intézet munkatársa, 1965-70 között a debreceni Kossuth Lajos Tudományegyetem Ókortörténeti Tanszékének vezetője. 1965-70-ig az MTA Ókortudományi Tanszékcsoportjának tudományos munkatársa. Végül 1970-1992 között a szegedi József Attila Tudományegyetem Ókortörténeti Tanszékét vezette docensi majd egyetemi tanári beosztásban. Több féléven keresztül adott elő a Juhász Gyula Tanárképző Főiskola (később a Szegedi Tudományegyetem Tanárképző Kara) Testnevelési Tanszékén az antik görög sport és versenyjátékok témájáról. Haláláig professor emeritusként tevékenyen részt vett mind az oktatásban - főként a doktori képzésben -, mind pedig a kutatásban.

## Munkássága

### Tudományos tevékenysége
Fő kutatási területe a római gazdaság- és társadalomtörténet, latin filológia, görög epigráfia, az antikvitás továbbélésének problémái, valamint az antik görög sportélet. Több, mint 300 műve jelent meg magyar, és idegen nyelveken hazánkon kívül 10 országban, angol, francia, német, olasz és orosz nyelven: könyvek és széles skálájú szakmai tárgyú publikáció.

### Tudományszervező-oktatói munkássága
Oktatói munkája mindvégig szorosan kapcsolódott szerteágazó tudományos tevékenységéhez. Különösen kedvelte az antik „csemegéket” így pl.: a kalózkodás, a borhamisítás, az ókori sportolókkal, az olimpiákkal kapcsolatos történetek. Négygyermekes szülőként írt és előadott az antikvitásban a három és többgyermekes családoknak juttatott előnyökről.
Ám tudományos műveinél is nagyobb ismertségre tett szert élete utolsó szakaszában megjelentetett aforizmagyűjteményével, az ezekben közreadott gondolatai az antik bölcsességgel vetekednek.

### Konferenciák
Magyar és nemzetközi tudományos konferenciákon, kongresszusokon több ízben vett részt előadással: 1957-től Magyarországon kívül az alábbi országokban: Bulgária, Csehszlovákia, Jugoszlávia, Lengyelország, NDK, NSZK, Németország, Olaszország, Románia, Szovjetunió.

### Tudományos fokozatai
1955-ben a történettudományok kandidátusa, 1978-ban pedig az MTA doktora (DSc) lett.

### Tudományos társaságok
- Az MTA Ókortörténeti Bizottságának tagja
- Az Ókortudományi Társaság titkára.[2]

## Kitüntetés
- Ábel Jenő-emlékérem 1985.

## Sport
- Ifjúsági válogatott-kerettag atléta volt.

## Tollheggyel, az aforizmaíró
„A szavak értelmezése a titka a latin szövegek fordításának. A források értelmezését ugyanolyan élvezetesnek találom, mint az ókorban annyira kedvelt műfaj, a szentencia megfogalmazását.” Nyilatkozta három aforizmagyűjteményéről, amely három könyvére volt a legbüszkébb.1. aforizma-részletek, 2. aforizma-részletek Archiválva 2016. március 5-i dátummal a Wayback Machine-ben

## Emlékezete
- 2007-ben, nyolcvanadik születésnapja alkalmából egykori tanítványai, a Szegedi Ókortörténeti Tanszék munkatársai tiszteletére kötetbe foglalták a munkásságát reprezentáló írásokat. Itt olvasható az a Maróti-aforizma is, amely életszemléletét jellemezte: „Az élethez megadó alázat kell, meg egy csipetnyi cinizmussal fűszerezett humorérzék".[3]
- Diószegi Szabó Pál: Miként a tölgy (vers Dr. Maróti Egon professzor halálára)[4]

"Miként a tölgy – Tudomány Erdejéből – 

ő úgy kidőlt. A helyén nincs utóda;

nyolcvanon túl már Iuppiter tudósa,

s mint Égi Kertész, új Fa nő kezétől..."

## Főbb művei

### Önálló kiadványok
- Terentius: Phormio - Terentius Magyarországon. 1961;
- Fontes minores Latini III. 1966;
- Rabszolgák az ókori Rómában. 1969;
- Cicero: De imperio Cn. Pompei. 1969, 1991;
- Kalózkodás a római polgárháborúk korában. 1972;
- Az itáliai mezőgazdasági árutermelés kibontakozása. 1981;
- Vergilius: Georgica. 1983;
- Cicero: Philippicák Marcus Antonius ellen. 1990;
- Bibliographie zum antiken Sport und Agonistik. Acta Antiqua et Archaeologica. Tom. XXII. Szeged, 1980, 45 lap
- Delphoi és a Pythia sportversenyei. Apolló Könyvtár 17. Akadémiai Kiadó 1995, 129 lap és 12 kép
- A delphoi Pythia sportversenyeinek győztesei. Budapest, Argumentum Kiadó 2000, 187 lap.

### Könyvek társszerzőkkel
- A régi Róma aranykora. 1967;
- Az ókori Róma története. 1992.

### Interneten elérhető tanulmányok
- A görög olympiai győztesek heroizálása.Mitikus hiedelmek, kultikus tiszteletadás. Aetas 2003.
- Maróti Egon (2001). „Dopping az ókorban?” 1. szám, Kiadó: História folyóirat. [2011. október 1-i dátummal az eredetiből archiválva].